# Troupeau
 (mai 2023).
Si vous disposez d'ouvrages ou d'articles de référence ou si vous connaissez des sites web de qualité traitant du thème abordé ici, merci de compléter l'article en donnant les références utiles à sa vérifiabilité et en les liant à la section « Notes et références ».
Pour les articles homonymes, voir Troupeau (homonymie).

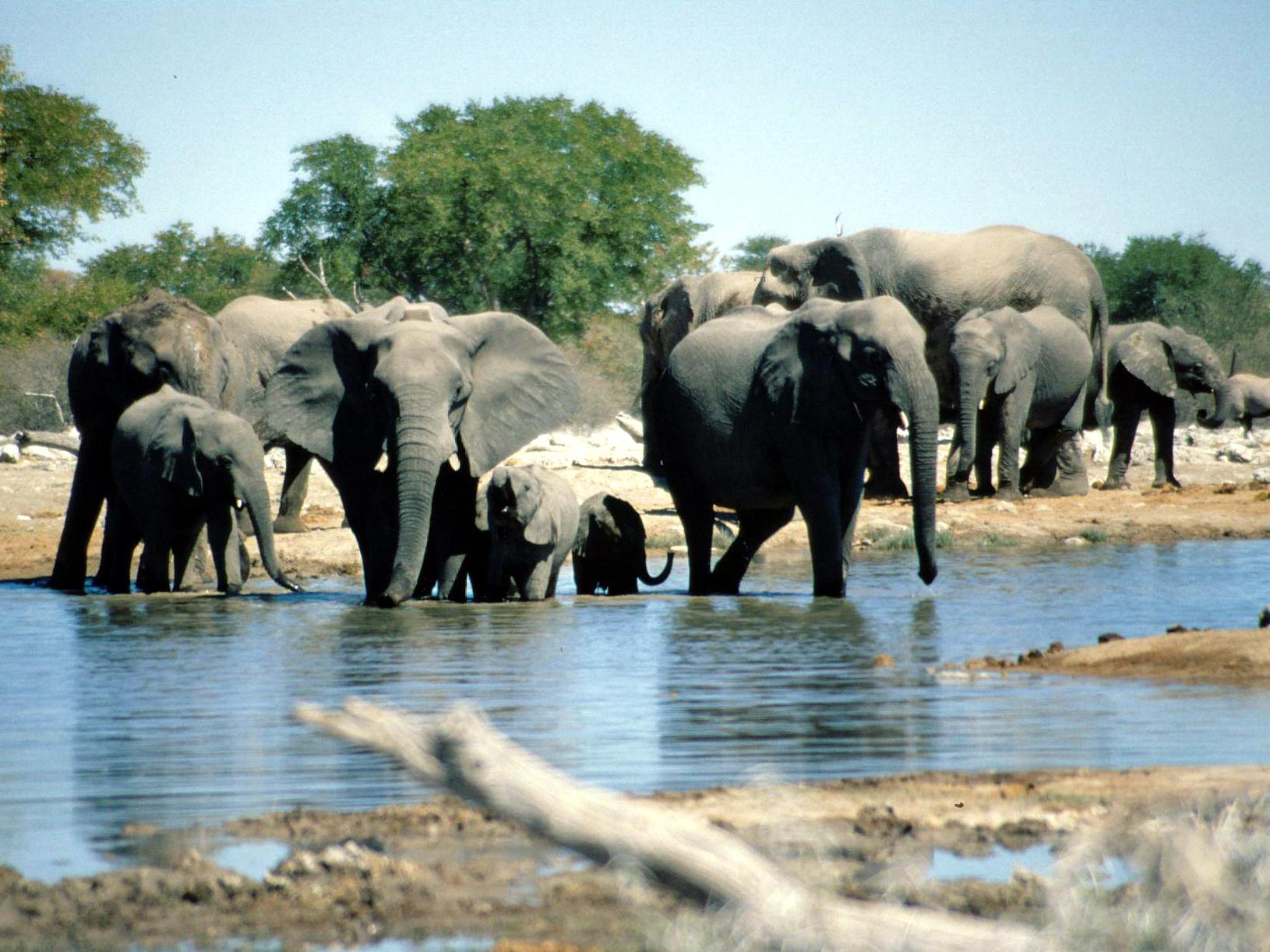
Troupeau d'éléphants.

En zoologie et en élevage, un troupeau est un grand groupe d'animaux vivant ensemble, généralement terrestres, le plus souvent des mammifères, et en particulier des ongulés.

## Intérêts

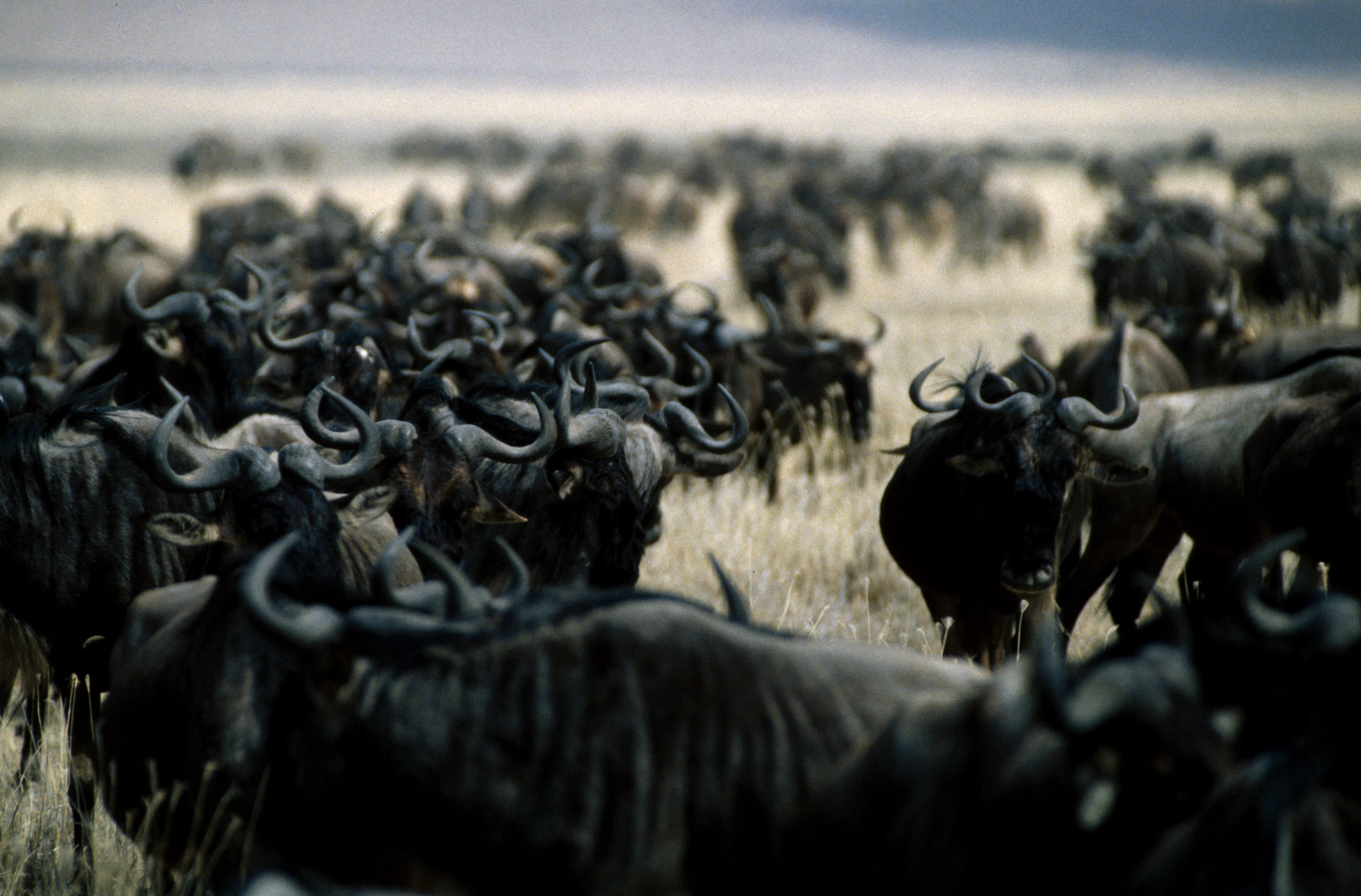
Un troupeau de gnous.

L'une des questions fondamentales en sociobiologie et en écologie comportementale est de savoir pourquoi les animaux se rassemblent-ils. Comme indiqué plus haut, le terme « troupeau » est plus généralement employé pour les herbivores tels que les ongulés. On peut donc estimer que la protection contre les prédateurs est le facteur de pression sélective le plus fort pour mener à la constitution de troupeaux plutôt qu'à une existence solitaire.
C'est clairement le résultat d'un arbitrage entre des facteurs contradictoires, puisque d'un côté un prédateur peut hésiter à attaquer un grand groupe d'animaux, et de l'autre un grand groupe constitue une cible plus facile à détecter. On estime généralement que le facteur de protection le plus important est la dilution du risque - si un prédateur attaque le troupeau, le risque pour chaque individu d'en être la victime est relativement réduit. Dans le cas des prédateurs, le terme « troupeau » n'est pas approprié, car un groupe de chasse nécessite un certain niveau de coordination et de différenciation des rôles.
Les groupes de prédateurs sont généralement plus petits que les groupes d'herbivores, car bien qu'une bande puisse être plus efficace qu'un animal solitaire pour capturer une proie, la proie doit ensuite être partagée entre tous ses membres, si bien que les animaux les plus faibles ont davantage intérêt à chasser par eux-mêmes des proies plus petites. Il existe chez les ruminants des moments d'échappement du comportement de troupeau, en particulier pour les femelles qui veulent être seules lorsqu'elle veulent mettre bas, et non être solitaires. Ce comportement permet la fixation de la relation mère-petit. Le retour dans le troupeau dépend des capacités du couple mère-jeune.

## Structures
Un troupeau est une agrégation aléatoire pas ou relativement peu structurée. Toutefois, il peut être défini à partir de deux,, voire plusieurs animaux dont le comportement tend à être imité par le reste du groupe de façon privilégiée. L'observation du comportement d'un animal assumant ce rôle peut permettre de prédire celui du troupeau tout entier. On ne doit pas cependant en déduire que ce « meneur » a délibérément choisi de jouer ce rôle. Ce n'est d'ailleurs pas nécessairement, ni même généralement, celui ou ceux qui sont dominants dans les situations conflictuelles.

## Domesticité

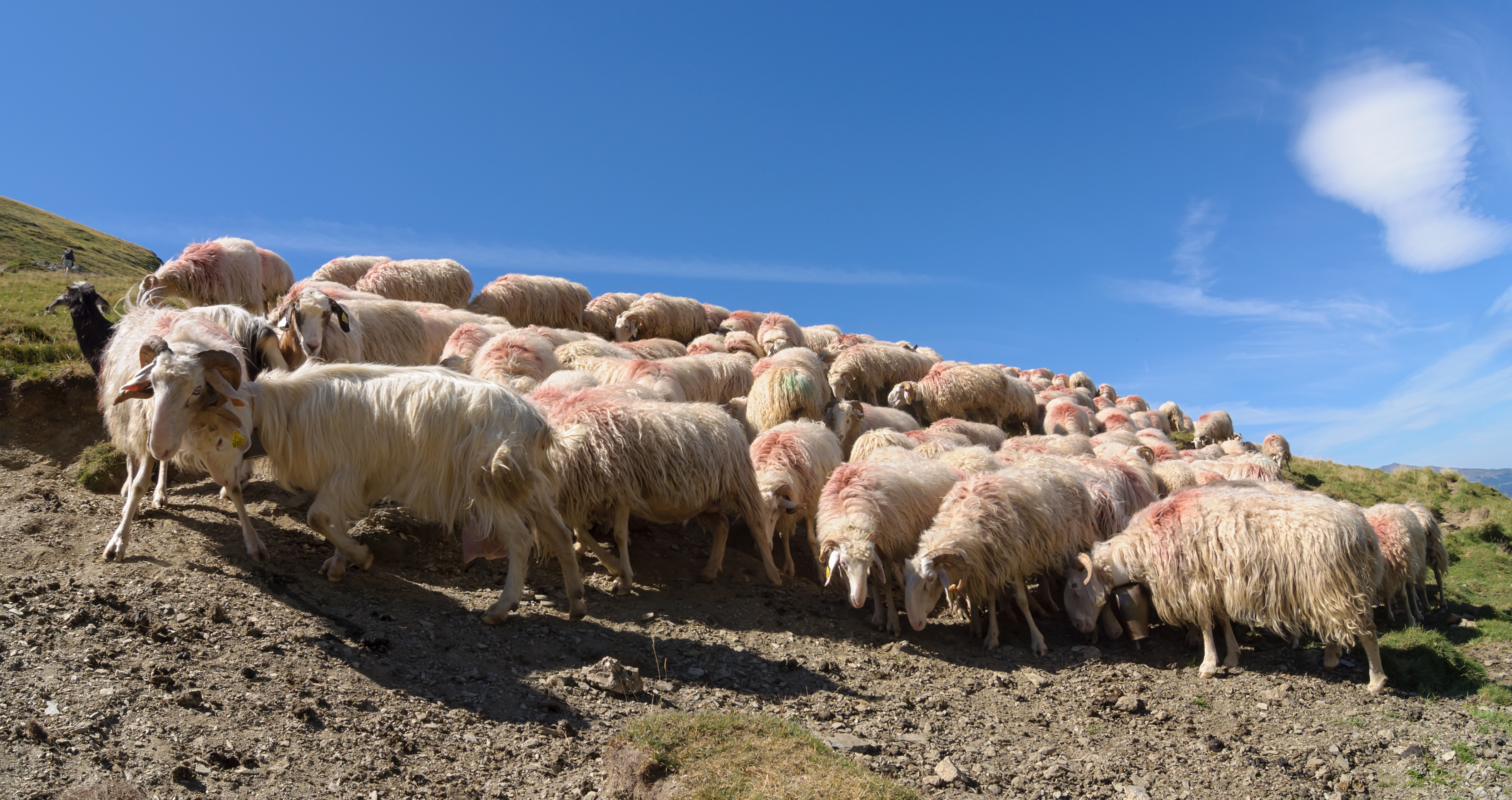
Troupeau de brebis basco-béarnaises.

Les troupeaux d'animaux domestiques résultent de raisons pratiques liées à l'élevage. Leur comportement peut être complètement différent de celui des troupeaux sauvages de la même espèce ou d'espèces apparentées, puisqu'à la fois leur composition (répartition par tranches d'âge ou par sexe) et leur histoire (chronologie de constitution du troupeau) sont différentes. L'homme a souvent modifié l'animal domestique, pour limiter des comportements qu'à un moment il jugeait inopportun. Un exemple, les oreilles allongées et cassées de bien des ovins, qui limitent les capacités d'orientation dans l'espace.

### Culture

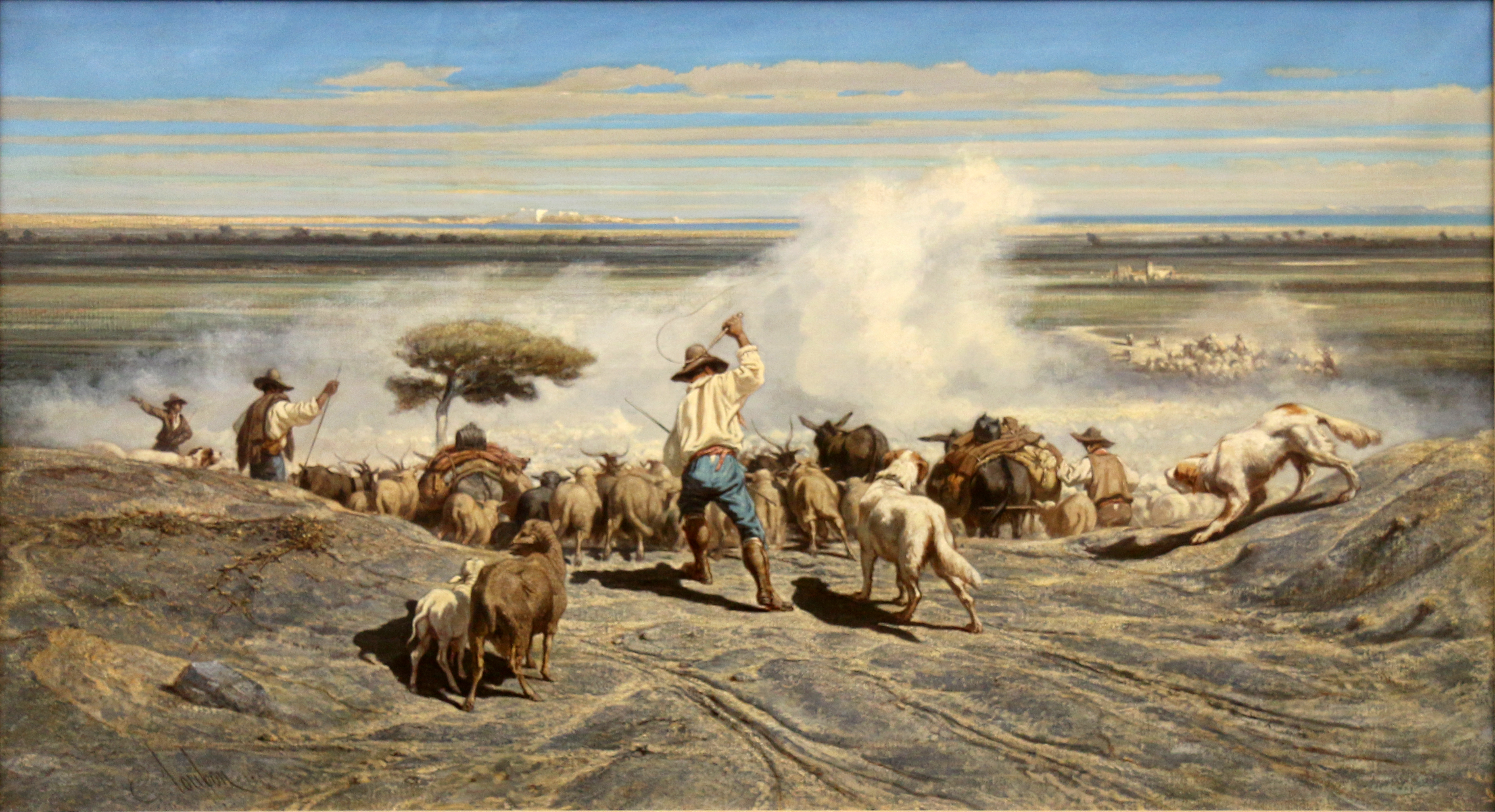
Le Retour du troupeau, Émile Loubon.

Les troupeaux, capital précieux, souvent commun à plusieurs propriétaires, sont un sujet de représentations picturales.